# Pilquiniyeu
Pilquiniyeu es una localidad y comisión de fomento del departamento 25 de Mayo, provincia de Río Negro, Argentina. 
Está situado 90 km al sur de Maquinchao, su localidad de referencia, en la margen sudoeste de la Meseta de Somuncurá.
Este paraje cuenta con un Destacamento Policial, sala de primeros auxilios, oficina de Comisión de Fomento y la escuela N.º 22 Niñas de Ayohúma, que dicta clases en el período febrero - diciembre.

## Población
Contó con 46 habitantes (Indec, 2010), lo que representó un descenso del 39 % frente a los 76 habitantes (Indec, 2001) del censo anterior. Fue compuesta por unas 28 familias de ascendencia mapuche.
El censo 2022 arrojó 54 viviendas con una población estable de 83 habitantes en la comisión de fomento.
| Gráfica de evolución demográfica de Pilquiniyeu entre 1991 y 2022 |
|                                                                   |
| Fuente: Censos nacionales del INDEC                               |